# Tricholeon relictus
Tricholeon relictus är en insektsart som beskrevs av Hölzel och Monserrat 2002. Tricholeon relictus ingår i släktet Tricholeon och familjen myrlejonsländor. Inga underarter finns listade i Catalogue of Life.